# Curtis Humphreys
Curtis Judson Humphreys (17. února 1898 – listopad 1986) byl americký fyzik narozený v Alliance v Ohiu. V průběhu 40. let byl šéfem radiometrického oddělení Námořnictva Spojených států. Je znám pro objevení Humphreysovy série atomu vodíku.

## Život
Humphreys byl ženatý s Jeanette Mae Raumovou, s níž měl syna Richarda a tři dcery, Jean, Katherine, a Jamie.
Byl zapojen do Spektroskopického programu pokrývajícího NBS a US Naval Ordnance Laboratory v Corona v Kalifornii. Jeho vynálezy výrazně vylepšily techniky radiometrie a spektrofotometrie. Je mu připisován program Corona Lab na vytvoření standardní atomové vlnové délky v infračervené oblasti.
Humphreys se zúčastnil Rydbergovy konference o atomové spektroskopii v roce 1954, což byla v té době nejvýznamnější skupina spektroskopické a atomové fyziky, zahrnující mimo jiné i Nielse Bohra.
Vedl korespondenci s Williamem F. Meggersem.

## Ocenění a úspěchy
- Obdržel Námořní ocenění za úspěchy ve vědě.
- Získal cenu Williama F. Meggerse v roce 1973.
- Byl uveden ve světovém vydání "Kdo je kdo ve vědě" v roce 1968.

## Práce
Humphreys je autorem mnoha vědeckých výzkumných článků a knih, včetně First spectra of neon, argon, and xenon 136 in the 1.2-4.0 µm region, kterou napsal v roce 1973 na Purdueově univerzitě v Indianě.
Mezi jeho další práce patří:
- T.L.De Bruin, C.J.Humphreys, and W.F.Meggers, J. Res. NBS (U.S.) 11, 409 (1933).
- "The 29 and 30 electron-system spectra of arsenic and selenium" Curtis J Humphreys, 1928.
- "Element Ne I" Meggers, W. F., and Humphreys, C. J. 1933, J. Res. N. B. S. 10, 427. [EA, 7724-18549, a UMT and RMTsource] C.J.Humphreys, J. Res. NBS (U.S.) 22, 19 (1939). C.J.Humphreys, J. Opt. Soc. Am. 43, 1027 (1953).
- "Humphreys Series" Humphreys, C.J., J. Research Natl. Bur. Standards 1953, 50, 1.
- "Interferometric measurement of wavelengths of infrared atomic emission lines in the extraphotographic region" Applied Optics, 1963. Co-authored Rao, K. Narahari;
- Curtis J. Humphreys; D.H. Rank, "Wavelength Standards in the Infrared", Academic Press, 1966.
- Humphreys, C. J., & Paul, E. 1970, J. Opt. Soc. Am., 60, 1302.
- H.H. Li and C.J. Humphreys and J. Opt. Soc. Am. 64 (1974) 1072.
- C.J. Humphreys, Rep. Prog. Phys. 42 (1979) 122.